# Jonathan Lethem
Jonathan Allen Lethem (ur. 19 lutego 1964) – amerykański pisarz i eseista. Rozpoczynał utworami z pogranicza fantastyki i kryminału, obecnie tworzy głównie literaturę głównego nurtu oraz eseje.

## Życiorys
Urodził się 19 lutego 1964 w Brooklynie w Nowym Jorku. Był najstarszym z trójki rodzeństwa: jego brat, Blake, jest artystą, a siostra Mara – fotografką i pisarką. W młodości chciał pójść w ślady swojego ojca, awangardowego artysty Richarda Lethema, i zostać malarzem. Uczył się w Fiorello H. LaGuardia High School of Music & Art and Performing Arts, a od 1982 studiował w Bennington College w Vermoncie. Podczas nauki na drugim roku zdał sobie sprawę, że bardziej interesuje go pisarstwo niż sztuka. W 1984 opuścił szkołę i pojechał autostopem do Berkeley w Kalifornii, co określa jako „jedną z najgłupszych i najbardziej pamiętnych rzeczy, jakie zrobił w życiu”. Pracował tam jako sprzedawca w antykwariatach, pisząc w wolnym czasie. W 1996 roku wrócił do Nowego Jorku, by na stałe zamieszkać na Brooklynie.
Był żonaty i rozwodził się dwa razy: z pisarką i artystką Shelley Jackson (1987–1997) i kanadyjską producentką filmów Julią Rosenberg (2002–2004). Z trzecią żoną, Amy Barrett, jest do dziś. Mają syna Everetta Barretta Lethema (ur. 23 maja 2007).

## Twórczość[7]

### Powieści
- Pistolet z pozytywką(inne języki) (Gun, with Occasional Music) (1994, wyd. polskie ZYSK i Sp-ka, 1998, tłum. Mirosław P. Jabłoński)
- Amnesia Moon (1995, wyd. polskie ZYSK i Sp-ka, 1998, tłum. Mirosław P. Jabłoński)
- Kiedy wspięła się na stół (As She Climbed Across the Table) (1997, wyd. polskie ZYSK i Sp-ka, 2003, tłum. Mirosław P. Jabłoński)
- Girl in Landscape (1998)
- Osierocony Brooklyn(inne języki) (Motherless Brooklyn) (1999, wyd. polskie 2002)
- Twierdza Samotności (The Fortress of Solitude) (2003, wyd. polskie 2007)
- You Don’t Love Me Yet (2007)
- Chronic City (2009)
- Dissident Gardens (2013)
- A Gambler's Anatomy (2016)

### Zbiory
- The Wall of the Sky, The Wall of the Eye (1996)
- Kafka Americana, współautor: Carter Scholz(inne języki) (1999)
- Men and Cartoons (2004)
- The Disappointment Artist – eseje (2005)
- How We Got Insipid (2006)
- Lucky Alan and Other Stories (2015)[37]

## Nagrody

### Zdobyte[8]
- 1995: Nagroda Locusa za debiut powieściowy (Pistolet z pozytywką)
- 1995: Nagroda Williama L. Crawforda za Pistolet z pozytywką
- 1997: World Fantasy Award za najlepszą kolekcję (The Wall of the Sky, the Wall of the Eye)
- 1999: National Book Critics Circle Award(inne języki) za Osierocony Brooklyn
- 2000: Złoty Sztylet za Osierocony Brooklyn
- 2005: MacArthur Fellowship

### Nominacje
- 1991: Nebula za najlepszą miniaturę literacką (Szczęśliwy Człowiek)
- 1994: Nebula za najlepszą powieść (Pistolet z pozytywką)
- 1996: Nebula za najlepsze opowiadanie (Five Fucks)
- 1996: World Fantasy Award za najlepszą nowelę (The Insipid Profession of Jonathan Hornebom)
- 2000: Nebula za najlepszą nowelę (Ninety Percent of Everything, współautorzy: James Patrick Kelly i John Kessel(inne języki))
- 2005: International IMPAC Dublin Literary Award za Twierdza Samotności

## Film
Na 2013 rok planowana jest premiera filmu Osierocony Brooklyn, opartego na powieści Lethema o tym samym tytule. Reżyserem, współautorem scenariusza i odtwórcą głównej roli jest Edward Norton.